# Шёненгрунд
Шёненгрунд (нем. Schönengrund) — коммуна в Швейцарии, в кантоне Аппенцелль-Ауссерроден.
Население составляет 457 человек (на 31 декабря 2006 года). Официальный код — 3003.
Посещается туристами как летом, так и зимой, когда приезжающие катаются на лыжах или сноуборде. Летом популярны пешие путешествия.

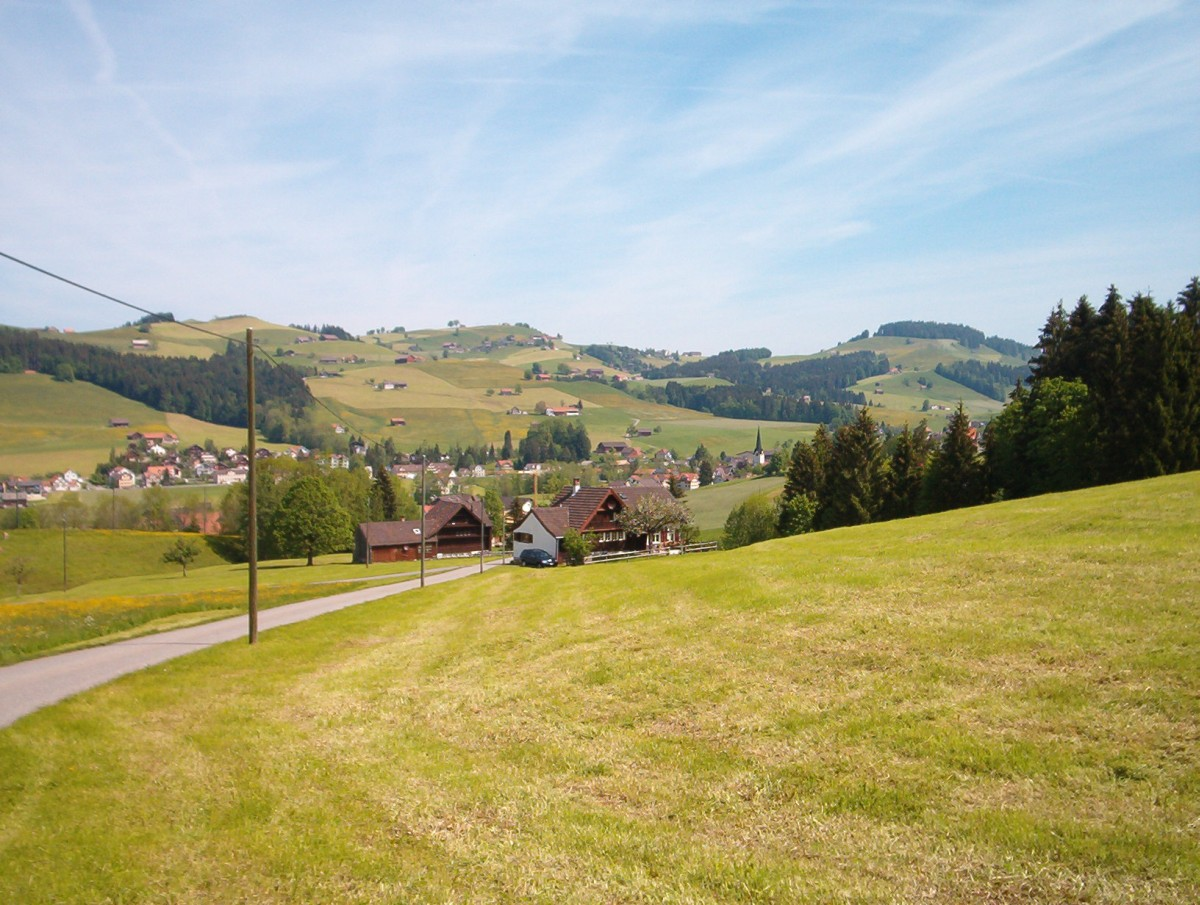
Шёненгрунд